# 크라포르드상
크라포르드상 (The Crafoord Prize)은 1980년, 인공신장의 발명가로 유명한 홀게르 크라포르드 (Holger Crafoord)와 그의 부인인 안나그레타 크라포르드(Anna-Greta Crafoord)가 사재를 털어 만든 기부금으로 운영되는 상이다. 상의 운영은 스웨덴 왕립 과학원에서 주관하고, 노벨상의 수상 영역 바깥에 놓여있는 다른 기초 과학 분야들에 위대한 업적을 남긴 사람들에게 상을 수여하여 학문 발달에 대한 기여를 그리고 발달을 증진함을 목표로 삼고 있다. 노벨상 수상 영역 바깥에 있는 기초 과학 영역으로는 수학, 지구과학, 생물학 (특히, 생태학, 진화학), 천문학이 있다.
현재 이 상의 상금은 미국 달러로 50만 달러이고, 수상자가 이 상금을 미래의 연구비로 사용하는 것이 상금을 주는 이유이다.

## 크라포르드상 수상자 명단
| 연도 | 분류          | 수상자 이름              | 국적                | 업적 |
| 1982 | 수학          | 블라디미르 아르놀트      | 러시아              | 비선형 미분방정식 이론 |
| 1982 | 수학          | 루이스 니런버그          | 캐나다/미국         | 비선형 미분방정식 이론 |
| 1983 | 지구과학      | 에드워드 노턴 로렌즈     | 미국                | 지구물리학적 유체역학 |
| 1983 | 지구과학      | 헨리 스토멜              | 미국                | 지구물리학적 유체역학 |
| 1984 | 생명과학      | 다니엘 헌트 잰젠         | 미국                | 공진화 |
| 1985 | 천문학        | 라이먼 스피처            | 미국                | 성간 매체에 대한 연구 |
| 1986 | 지구과학      | 클로드 알레그르          | 프랑스              | 동위원소 지구화학적 관계 |
| 1986 | 지구과학      | 제럴드 바서버그          | 미국                | 동위원소 지구화학적 관계 |
| 1987 | 생명과학      | 유진 오덤                | 미국                | 생태계 생태학 |
| 1987 | 생명과학      | 하워드 T. 오덤           | 미국                | 생태계 생태학 |
| 1988 | 수학          | 피에르 들리뉴            | 벨기에              | 대수 기하학 |
| 1988 | 수학          | 알렉산더 그로텐디크      | 없음                | 대수 기하학 |
| 1989 | 지구과학      | 제임스 밴앨런            | 미국                | 우주 탐험, 반 알렌 벨트의 발견 |
| 1990 | 생명과학      | 폴 R. 에를리히           | 미국                | 단편화된 인구의 역학 및 유전학 |
| 1990 | 생명과학      | E. O. 윌슨               | 미국                | 섬 생물지리이론 |
| 1991 | 천문학        | 앨런 샌디지              | 미국                | 은하 연구 |
| 1992 | 지구과학      | 아돌프 자일라허          | 독일                | 생명의 진화에 대한 연구 |
| 1993 | 생명과학      | 윌리엄 도널드 해밀턴     | 영국                | 친족 선택 및 유전 관계 이론 |
| 1993 | 생명과학      | 시모어 벤저              | 미국                | 초파리의 유전적 및 신경생리학적 연구 |
| 1994 | 수학          | 사이먼 도널드슨          | 영국                | 4차원 기하학 |
| 1994 | 수학          | 야우싱퉁                 | 미국                | 미분기하학의 비선형 기법 |
| 1995 | 지구과학      | 빌리 단스가드            | 덴마크              | 동위원소 지질학적 분석방법 개발 |
| 1995 | 지구과학      | 니콜라스 섀클턴          | 영국                | 동위원소 지질학적 분석방법 개발 |
| 1996 | 생명과학      | 로버트 메이              | 오스트레일리아      | 생태학적 연구 |
| 1997 | 천문학        | 프레드 호일              | 영국                | 별의 핵 과정 연구, 별의 진화 |
| 1997 | 천문학        | 에드윈 살피터            | 미국                | 별의 핵 과정 연구, 별의 진화 |
| 1998 | 지구과학      | 돈 L. 앤더슨             | 미국                | 지구 내부의 구조와 과정에 대한 연구 |
| 1998 | 지구과학      | 아담 지원스키            | 폴란드/미국         | 지구 내부의 구조와 과정에 대한 연구 |
| 1999 | 생명과학      | 에른스트 마이어          | 미국                | 진화생물학의 개념 개발 |
| 1999 | 생명과학      | 존 메이너드 스미스       | 영국                | 진화생물학의 개념 개발 |
| 1999 | 생명과학      | 조지 크리스토퍼 윌리엄스 | 미국                | 진화생물학의 개념 개발 |
| 2000 | 다발성 관절염 | 마크 펠드만              | 영국                | TNF-알파의 정의 |
| 2000 | 다발성 관절염 | 라빈더 N. 마이니         | 영국                | TNF-알파의 정의 |
| 2001 | 수학          | 알랭 콘                  | 프랑스              | 비가환기하학의 창시자인 연산자 대수학 이론                                                                                                   |
| 2002 | 지구과학      | 댄 맥켄지                | 영국                | 암석권의 역학 |
| 2003 | 생명과학      | 칼 워즈                  | 미국                | 세 번째 삶의 영역 |
| 2004 | 다발성 관절염 | 유진 C. 부처             | 미국                | 백혈구에 관한 분자 메커니즘 연구 |
| 2004 | 다발성 관절염 | 티모시 A. 스프링거       | 미국                | 백혈구에 관한 분자 메커니즘 연구 |
| 2005 | 천문학        | 제임스 건                | 미국                | 우주의 대규모 구조 이해 |
| 2005 | 천문학        | 제임스 피블스            | 미국                | 우주의 대규모 구조 이해 |
| 2005 | 천문학        | 마틴 리스                | 영국                | 우주의 대규모 구조 이해 |
| 2006 | 지구과학      | 월리스 브로커            | 미국                | 지구 탄소 순환 연구 |
| 2007 | 생명과학      | 로버트 트리버스          | 미국                | 사회 진화 분석 |
| 2008 | 천문학        | 라시드 수냐에프          | 러시아              | 고에너지 천체 물리학 및 우주론에 기여 |
| 2008 | 수학          | 막심 콘체비치            | 러시아              | 현대 이론 물리학의 수학에 대한 공헌 |
| 2008 | 수학          | 에드워드 위튼            | 미국                | 현대 이론 물리학의 수학에 대한 공헌 |
| 2009 | 다발성 관절염 | 찰스 디나렐로            | 미국                | 인터루킨의 분리, 염증성 질환 발병에서의 역할 이해                                                                                            |
| 2009 | 다발성 관절염 | 기시모토 타다미스        | 일본                | 인터루킨의 분리, 염증성 질환 발병에서의 역할 이해                                                                                            |
| 2009 | 다발성 관절염 | 히라노 토시오            | 일본                | 인터루킨의 분리, 염증성 질환 발병에서의 역할 이해                                                                                            |
| 2010 | 지구과학      | 월터 뭉크                | 미국                | 해양 순환, 조수 및 파도, 그리고 지구 역학에서의 역할에 대한 이해에 선구적이고 근본적인 기여를 한 공로                                        |
| 2011 | 생명과학      | 일카 한스키              | 핀란드              | 공간적 변화가 동물과 식물 개체군의 역학에 어떻게 영향을 미치는지에 대한 선구적인 연구                                                        |
| 2012 | 천문학        | 라인하르트 겐첼          | 독일                | 은하 중심을 공전하는 별에 대한 관측으로 초대질량 블랙홀의 존재를 연구한 공로                                                                 |
| 2012 | 천문학        | 앤드리아 M. 게즈         | 미국                | 은하 중심을 공전하는 별에 대한 관측으로 초대질량 블랙홀의 존재를 연구한 공로                                                                 |
| 2012 | 수학          | 장 부르갱                | 벨기에              | 조화 분석, 편미분 방정식, 에르고딕 이론, 정수론, 조합론, 함수 분석 및 이론 컴퓨터 과학 분야에서 훌륭하고 획기적인 업적을 쌓은 공로           |
| 2012 | 수학          | 테런스 타오              | 오스트레일리아/미국 | 조화 분석, 편미분 방정식, 에르고딕 이론, 정수론, 조합론, 함수 분석 및 이론 컴퓨터 과학 분야에서 훌륭하고 획기적인 업적을 쌓은 공로           |
| 2013 | 다발성 관절염 | 피터 K. 그레거슨         | 미국                | 류마티스 관절염의 발병, 진단 및 임상 관리에 있어서 다양한 유전적 요인의 역할과 환경적 요인과의 상호 작용에 관한 발견                         |
| 2013 | 다발성 관절염 | 라스 클라레스코그        | 스웨덴              | 류마티스 관절염의 발병, 진단 및 임상 관리에 있어서 다양한 유전적 요인의 역할과 환경적 요인과의 상호 작용에 관한 발견                         |
| 2013 | 다발성 관절염 | 로버트 J. 윈체스터       | 미국                | 류마티스 관절염의 발병, 진단 및 임상 관리에 있어서 다양한 유전적 요인의 역할과 환경적 요인과의 상호 작용에 관한 발견                         |
| 2014 | 지구과학      | 피터 몰나르              | 미국                | 지구 구조론. 특히 대륙의 변형, 산맥의 구조와 진화, 구조 과정이 해양-대기 순환과 기후에 미치는 영향을 이해하게 하는데 획기적인 공헌을 한 공로 |
| 2015 | 생명과학      | 리처드 르원틴            | 미국                | 유전적 다형성의 이해에 대한 선구적인 분석과 근본적인 기여                                                                                    |
| 2015 | 생명과학      | 오타 도모코              | 일본                | 유전적 다형성의 이해에 대한 선구적인 분석과 근본적인 기여                                                                                    |
| 2016 | 천문학        | 로이 커                  | 뉴질랜드            | 회전하는 블랙홀과 천체물리학적 결과에 관한 기초 연구                                                                                         |
| 2016 | 천문학        | 로저 블랜드포드          | 미국                | 회전하는 블랙홀과 천체물리학적 결과에 관한 기초 연구                                                                                         |
| 2016 | 수학          | 야코프 엘리아쉬베르크    | 미국                | 접촉 및 대칭 토폴로지의 개발과 강성 및 유연성 현상의 획기적인 발견                                                                           |
| 2017 | 다발성 관절염 | 사카구치 시몬            | 일본                | 관절염 및 기타 자가면역 질환에서 유해한 면역 반응에 대응하는 조절 T 세포와 관련된 발견                                                       |
| 2017 | 다발성 관절염 | 프레드 램스델            | 미국                | 관절염 및 기타 자가면역 질환에서 유해한 면역 반응에 대응하는 조절 T 세포와 관련된 발견                                                       |
| 2017 | 다발성 관절염 | 알렉산더 루덴스키        | 미국                | 관절염 및 기타 자가면역 질환에서 유해한 면역 반응에 대응하는 조절 T 세포와 관련된 발견                                                       |
| 2018 | 지구과학      | 마나베 슈쿠로            | 일본/미국           | 지구 기후 시스템에서 대기 미량 가스의 역할을 이해하게 하는데 근본적인 기여를 한 공로                                                         |
| 2018 | 지구과학      | 수전 솔로몬              | 미국                | 지구 기후 시스템에서 대기 미량 가스의 역할을 이해하게 하는데 근본적인 기여를 한 공로                                                         |
| 2019 | 생명과학      | 샐리 W. 치좀             | 미국                | 지구상에서 가장 풍부한 광합성 유기체인 프로클로로코커스의 발견과 선구적인 연구                                                               |
| 2020 | 천문학        | 유진 파커                | 미국                | 항성 규모에서 은하 규모까지 태양풍과 자기장에 대한 선구적이고 근본적인 연구                                                                  |
| 2020 | 수학          | 엔리코 봄비에리          | 이탈리아/미국       | 수학의 모든 주요 분야, 특히 정수론, 분석 및 대수 기하학에서 탁월하고 영향력 있는 공헌                                                        |
| 2021 | 다발성 관절염 | 다니엘 L. 카스트너       | 미국                | 자가염증성 질환의 개념을 확립한 공로 |
| 2022 | 지구과학      | 앤드류 H. 놀             | 미국                | 지구 생명체의 최초 30억 년과 시간에 따른 생명체와 물리적 환경의 상호작용을 이해하게 하는데 근본적인 기여를 한 공로                           |
| 2023 | 생명과학      | 돌프 슐루터              | 캐나다              | 적응방사선과 생태학적 종분화의 이해에 대한 근본적인 기여                                                                                     |